# Spider-Man 3
Spider-Man 3 er en superheltefilm fra 2007. Det er den tredje film i Spider-Man filmserien, baseret på tegneserien af samme navn. Filmen er instrueret af Sam Raimi, der også har instrueret de to første Spider-Man film. 
Medvirkende er blandt andet Tobey Maguire, Kirsten Dunst, James Franco, Rosemary Harris og J. K. Simmons, der alle har medvirket i de to første film. Af nye medvirkende er blandt andet Topher Grace, Bryce Dallas Howard og Thomas Haden Church. 
Spider-Man 3 premierede kommercielt i adskillige lande den 1. maj 2007, og havde premiere i Danmark den 3. maj, en dag før premieredagen i USA.
Filmen begynder med at Peter Parker vælter sig i sin succes som Spider-Man, imens Mary Jane Watson gør sin karriere på Broadway. Harry Osborn leder stadig efter hævn for sin fars død, og en flygtet fange, ved navn Flint Marko, falder ned i en partikelaccelerator, og bliver lavet om til en formskiftende sand-manipulator. En alien symbiot styrter ned på Jorden, og bliver forbundet med Peter, som påvirker Peter's opførsel til det værste. Da symbioten forsvinder igen, tager den plads inden i Eddie Brock Jr., en fotograf-rival til Peter, og dette gør at Peter må kæmpe mod hans største udfordrer – ham selv.  
Spider-Man 3 havde premiere i de fleste internationale lande, den 3. maj 2007, og havde premiere i USA den 4. maj 2007, i både normale, men også i IMAX biografer. Selvom filmen modtog forskellige slags kritik, hvis man sammenligner med de 2 foregående film, så sprang filmen alle rammer de første par uger, den blev vist, i både USA og IMAX biografer. Den indtjente $891 millioner worldwide, og blev dermed den 3. bedst indtjente film i 2007, og den bedst indtjente film i Spider-Man trilogien. Trods filmens store biografsucces, var DVD-udgivelsen ikke helt hvad filmindustrien havde regnet med. 

## Handling
Peter Parker/Spider-Man (Tobey Maguire) er endelig begyndt at føle sig mere sikker i at fri til Mary Jane (Kirsten Dunst). En aften i parken, hvor Peter og Mary Jane er på date, styrter en lille meteorit ned i nærheden og en alien symbiot flyder ud, og den sætter sig på Peter's knallert. I mellemtiden falder en flygtet fange, Flint Marko (Thomas Haden Church), ned i en partikelaccelerator, hvilket får hans krop til at smelte sammen med det omkringliggende sand. Dette gør at han bliver i stand til at skifte form når han vil, han bliver til Sandman. Peter's bedste ven, Harry Osborn (James Franco), vil stadig have hævn over sin fars død, som han tror at Peter er skyld i og han angriber ham. Kampen ender med at Harry bliver ramt af amnesi, og han glemmer, hvad det er han har sat sig for med Peter. 
Senere under en festival til ære for Spider-Man, fordi han har reddet en ung kvinde, Gwen Stacy (Bryce Dallas Howard), forsøger Sandman at røve en panseret bil, for at få flere kræfter end Spider-Man. Politichef George Stacy fortæller senere til Peter og tante May (Rosemary Harris), at det faktisk var Flint Marko som dræbte Peter's onkel, Ben Parker. En hævngerrig Peter venter nu på at Sandman slår til igen. Symbioten forbinder sig til Peter's Spider-Man dragt, en nat hvor han ligger og sover, og Peter opdager at ikke kun hans dragt har ændret farve, men at hans kræfter også er blevet forbedret. Den sorte dragt gør Peter's personlighed mere moden, den gør ham også mere voldelig og ondskabsfuld, dette vises da Spider-Man kæmper mod Sandman i en undergrundsbane. 
Ændringen i Peter's personlighed gør at Mary Jane langsomt trækker sig væk fra Peter; hendes skuespillerkarriere er en smule vakkelvoren, og hun finder trøst hos Harry. Harry bliver rask og beder indtrængende Mary Jane om at slå op med Peter, efter at han har set sin fars spøgelse (Willem Dafoe). Efter at Mary Jane har forladt Peter, fortæller hun ham, at hun er forelsket i en anden mand. Harry møder Peter på en restaurant, og Harry siger, at han er den anden mand. Senere finder Peter Harry i Osborn-palæet. Med hjælp fra hans sorte dragt vinder Peter den brutale kamp, og han efterlader Harrys ansigt vansiret. Påvirket af sin dragt udsætter Peter, Eddie Brock Jr. (Topher Grace) en freelance-fotograf som har solgt falske billeder til The Daily Bugle, som et forsøg på at få Spider-Man til at se ud som om, at han gør noget kriminelt. 
I et forsøg på at gøre Mary Jane jaloux, tager Peter Gwen med til den natklub hvor MJ arbejder. Peter kommer op og slås med klubbens vagtmænd, og kommer til at slå Mary Jane i gulvet. Peter indser at dragten kun får det værste frem i ham, så han løber ud af natklubben og hen til en kirkebeffroi, hvor han vil forsøge at slippe af med dragten. Egentlig er Peter ikke i stand til at tage dragten af, men den høje lyd af kirkeklokkerne gør symbioten svag, og Peter kan tage dragten af. Eddie Brock er i den samme kirke, for at bede til Gud om at Peter skal dø, da symbioten falder ned ovenpå ham, og overtager hans krop. Den nye Eddie/Venom opsøger nu Sandman, og foreslår, at de skal kæmpe sammen, så de kan bekæmpe Spider-Man. 
De to kidnapper nu Mary Jane, i håb om at det vil få Spider-Man til at komme til dem. Peter tager hen til Harry, for at spørge om hjælp, men bliver afvist. Harry hører kort efter sandheden om hans fars død fra husets butler, Bernard, og Harry ankommer i tide til at hjælpe Peter mod Sandman og Venom. Under slåskampen forsøger Venom at spidde Peter med "Glideren", men Harry ofrer sig selv og bliver fatalt såret. Peter husker hvordan kirkeklokkernes bimlen gjorde ham fri af symbioten, og han slår derfor på en hel masse metalrør, så Eddie bliver fri. Peter smider en græskar-bombe på symbioten, netop som Eddie prøver at genforbinde sig med den, og den dræber ham og destruerer symbioten. 
Efter kampen fortæller Flint Marko, at han ikke havde nogen intentioner om at dræbe Ben Parker og at det var et uheld, i et forsøg på at redde hans datters liv. Peter tilgiver Flint Marko, som kort efter deler sig op i små sandkorn og flyver væk. Peter og Harry tilgiver hinanden, inden Harry dør med Mary Jane og Peter ved sin side. Efter Harrys begravelse begynder Peter og Mary Jane at fikse deres forhold.